# Petr Dudešek
Petr Dudešek (24. března 1939 Ostrava – 21. října 2020 Skotnice) byl český hudebník, sbormistr, skladatel, scenárista a zpěvák.
Absolvoval Státní konzervatoř v Ostravě. V roce 1967 začínal jako hráč na bicí nástroje a také jako hudební skladatel. Založil a je vedoucím skupiny Buřinky a Berušky Petra Dudeška. V letech 1990–1992 byl poslancem parlamentu České republiky a člen výboru pro vědu, vzdělání, kulturu, školství a tělovýchovu. Byl členem Divadla Petra Bezruče v Ostravě.

## Kariéra
Od 1967 do 1968 působil ve skupině Divadelní pětka, kde hrál na bicí. Od roku 1969 se skupina přejmenovala na 6 pánů v Buřinkách. Postupem času přibývali ve skupině členové a tak do roku 1975 jeho skupina nesla název Muzika bez kapelníka a od roku 1978 se název skupiny ustálil na Buřinky a Berušky Petra Dudeška.

## Diskografie – výběr
- 1971 Promenáda s buřinkou – Panton
- 1973 Mám rád písničky – Panton
- 1973 Buřinky na malinách – Panton
- 1974 Přijely k nám Buřinky – Panton
- 1975 Hudba mého kraje – Panton
- 1976 Buřinky na cestách – Panton
- 1978 Die Burschinki aus Mährisch Ostrau – Emi Electrola Odeon
- 1979 Od vesnice k městu – Panton
- 1984 Halali u Buřinek – Panton
- 1991 44 x Nej – Direkt records